# 시바타 다이치
시바타 다이치(일본어: 柴田 大地, 1990년 8월 13일 ~ )는 일본의 전 축구 선수이다.

## 구단 경력
과거 후지에다 MYFC, 카탈레 도야마에서 활동하였다.